# Cover Yourself
Cover Yourself è il nono album in studio del gruppo musicale statunitense Blues Traveler, pubblicato nel 2007.
Il disco contiene brani del gruppo già editi, ma riarrangiati o riproposti in chiave acustica.

## Tracce
1. But Anyway
2. Just For Me (featuring G. Love)
3. Defense And Desire
4. Hook
5. The Mountains Win Again
6. 100 Years
7. You Lost Me There
8. Runaround
9. NY Prophesie
10. You Reach Me
11. Carolina Blues (featuring Charlie Sexton)